# Leimbach (França)
Leimbach é uma comuna francesa na região administrativa de Grande Leste, no departamento Alto Reno. Em 2010 a comuna tinha 927 habitantes (densidade: 259,7 hab./km²).